# 富久山バイパス
富久山バイパス（ふくやまバイパス）は、福島県郡山市を通る国道288号のバイパスである。

## 概要
- 起点：郡山市富久山町福原（内環状線交点）
- 終点：郡山市富久山町北小泉（福島県道73号二本松金屋線交点）
- 計画全長：1.7km（うち供用済み0.69km）
- 計画幅員：14.0（25.0）m

国道288号本線（三春街道入口交差点）周辺の混雑解消、および磐越自動車道郡山東ICと郡山市街地とのアクセス向上のために1999年（平成11年）度に事業採択された。総事業費は計画時で60億円。2010年（平成22年）2月13日に富久山大橋を含む終点側0.69km（および東隣の郡山東バイパス接続部0.26km）が暫定2車線で開通した。現在は起点となる内環状線交点から供用済み区間までの間は郡山市道が暫定的に国道指定され供用されており、2020年度の開通を予定している。

### 道路施設
- 富久山大橋

## 途中交差する道路
- 内環状線（起点）
- 福島県道73号二本松金屋線（終点　郡山東バイパスにて丁字路で分岐する取付道路を介する立体交差）

## 沿線
- 郡山東郵便局

## 隣接するバイパス
（郡山方面）富久山バイパス - 郡山東バイパス（大熊方面）